# Holmsjöskogen
Holmsjöskogen är ett naturreservat i Gnesta kommun  i Södermanlands län.
Området är naturskyddat sedan 2017 och är 117 hektar stort. Reservatet består av talldominerad barrskog på magrare hällmarker och fuktigare svackor. Två sjöar Axsjön och Holmsjön, ligger i reservatet.